# 嫩弱囊瓣芹
嫩弱囊瓣芹（学名：Pternopetalum delicatulum）为伞形科囊瓣芹属的植物，为中国的特有植物。分布于中国大陆的四川等地，生长于海拔2,000米至3,000米的地区，多生长在山地，目前尚未由人工引种栽培。
其种加词“delicatulum”意为“嫩弱的”。
现接受名为散血芹（Pternopetalum botrychioides (Dunn) Hand.-Mazz., 1933）。